# Prix Locus du meilleur roman d'horreur
Les prix Locus sont décernés chaque année, depuis 1971, par les lecteurs du magazine américain mensuel de science-fiction Locus lors d'un banquet annuel organisé par la Locus Science Fiction Foundation.
La catégorie du meilleur roman d'horreur (parfois appelée meilleur roman de dark fantasy ou d'horreur) récompense les œuvres de d'horreur. Cette catégorie a été créée en 1989 et a été attribuée chaque année jusqu'en 1999, à l'exception de l'année 1998. En 2017, le prix fait une nouvelle apparition.

## Palmarès
Les gagnants sont cités en premier, suivis par les autres œuvres nommées.

### Années 1980

#### 1989
Le Sang d'immortalité (Those Who Hunt the Night) par Barbara Hambly
- La Reine des damnés (The Queen of the Damned) par Anne Rice
- Faërie (Faerie Tale) par Raymond E. Feist
- Koko (Koko) par Peter Straub
- Scorpion (Stinger) par Robert R. McCammon
- Le Silence des agneaux (The Silence of the Lambs) par Thomas Harris
- The Empire of Fear par Brian Stableford
- Envoûtement (The Influence) par Ramsey Campbell
- Le Drive-in (The Drive-In) par Joe R. Lansdale
- Bloodlinks par Lee Killough
- Décibels (The Scream) par John Skipp et Craig Spector
- Antibodies par David J. Skal
- In Darkness Waiting par John Shirley
- The Kill Riff par David J. Schow

### Années 1990

#### 1990
L'Échiquier du mal (Carrion Comfort) par Dan Simmons
- La Part des ténèbres (The Dark Half) par Stephen King
- Secret Show (The Great and Secret Show) par Clive Barker
- Un amour de monstres (Geek Love) par Katherine Dunn
- Midnight (Midnight) par Dean R. Koontz
- L'Heure du loup (The Wolf's Hour) par Robert R. McCammon
- Images anciennes (Ancient Images) par Ramsey Campbell
- Terre des morts (In the Land of the Dead) par K. W. Jeter
- Mystery (Mystery) par Peter Straub
- La Volupté du sang (Sunglasses After Dark) par Nancy A. Collins
- Nightshade par Jack Butler
- Owl Light par Michael Paine
- John Dollar par Marianne Wiggins

#### 1991
Le Lien maléfique (The Witching Hour) par Anne Rice
- Le Fléau (The Stand: The Complete & Uncut Edition) par Stephen King
- La Danse de la lune (Moon Dance) par S. P. Somtow
- Appelle-moi Tempter (Tempter) par Nancy A. Collins
- Les Loups-garous de Londres (The Werewolves of London) par Brian Stableford
- Mary Reilly (Mary Reilly) par Valerie Martin
- La Danse du scalpel (Dark Matter) par Garfield Reeves-Stevens
- Fire par Alan Rodgers
- La Maison interdite (The Bad Place) par Dean R. Koontz
- Bravoure (Gothic Romance) par Emmanuel Carrère

#### 1992
Nuit d'été (Summer of Night) par Dan Simmons
- Imajica (Imajica) par Clive Barker
- Terres perdues (The Dark Tower III: The Waste Lands) par Stephen King
- Le Caducée maléfique (The M.D.) par Thomas M. Disch
- Le Prix du sang (Blood Price) par Tanya Huff
- In the Blood par Nancy A. Collins
- Brèche vers l'Enfer (The Cipher) par Kathe Koja
- Saint Peter's Wolf par Michael Cadnum
- Mrs. God par Peter Straub
- L'Ange de la douleur (The Angel of Pain) par Brian Stableford
- Le Mystère du lac (Boy's Life) par Robert R. McCammon
- The Fetch par Robert Holdstock
- Bazaar (Needful Things) par Stephen King

#### 1993
Les Fils des ténèbres (Children of the Night) par Dan Simmons
- Enfants perdus (Lost Boys) par Orson Scott Card
- Le Voleur d'éternité (The Thief of Always) par Clive Barker
- Le Voleur de corps (The Tale of the Body Thief) par Anne Rice
- Décérébré (Bad Brains) par Kathe Koja
- La Danse des ombres (Dark Dance) par Tanith Lee
- Frontière sanglante (Blood Lines) par Tanya Huff
- Valentine (Valentine) par S. P. Somtow
- Wilding par Melanie Tem
- La Source furieuse (Wolf Flow) par K. W. Jeter
- Âmes perdues (Lost Souls) par Poppy Z. Brite
- Young Blood par Brian Stableford
- Ghostwright par Michael Cadnum
- Dolores Claiborne (Dolores Claiborne) par Stephen King

#### 1994
L'Aube écarlate (The Golden) par Lucius Shepard
- Anno Dracula (Anno Dracula) par Kim Newman
- Agyar (Agyar) par Steven Brust
- Mr Murder (Mr. Murder) par Dean Koontz
- L'Heure des sorcières (Lasher) par Anne Rice
- Sang d'encre (Drawing Blood) par Poppy Z. Brite
- X, Y par Michael Blumlein
- Le Festin des ténèbres (Personal Darkness) par Tanith Lee
- Making Love par Melanie Tem et Nancy Holder
- Pacte sanglant (Blood Pact) par Tanya Huff
- Blackburn par Bradley Denton

#### 1995
Les Feux de l'Éden (Fires of Eden) par Dan Simmons
- La Fiancée du dieu Rat (Bride of the Rat God) par Barbara Hambly
- Insomnie (Insomnia) par Stephen King
- Everville (Everville) par Clive Barker
- Taltos (Taltos) par Anne Rice
- Sacred Ground par Mercedes Lackey
- Garouage (Wild Blood) par Nancy A. Collins
- Reliques de la nuit (Night Relics) par James P. Blaylock
- La Morsure de l'ange (From the Teeth of Angels) par Jonathan Carroll
- The Quorum par Kim Newman
- The Priest par Thomas M. Disch
- Caïn l'obscur (Darkness, I) par Tanith Lee
- The Carnival of Destruction par Brian Stableford
- Revenant par Melanie Tem
- L'Appel des profondeurs (Dead in the Water) par Nancy Holder

#### 1996
Date d'expiration (Expiration Date) par Tim Powers
- Voyage avec les morts (Travelling with the Dead) par Barbara Hambly
- Rose Madder (Rose Madder) par Stephen King
- Le Baron rouge sang (The Bloody Red Baron) par Kim Newman
- Paint it Black par Nancy A. Collins
- Sonne le glas de la Terre (All the Bells on Earth) par James P. Blaylock
- The Off Season par Jack Cady
- Memnoch le démon (Memnoch the Devil) par Anne Rice
- Vanitas (Vanitas) par S. P. Somtow
- Desmodus par Melanie Tem
- Vivia par Tanith Lee
- Noire magie (Night Magic) par Tom Tryon

#### 1997
Désolation (Desperation) par Stephen King
- Sacrements (Sacrament) par Clive Barker
- Unknown Regions par Robert Holdstock
- L'Extase des vampires (The Hunger and Ecstasy of Vampires) par Brian Stableford
- Requiem (Requiem) par Graham Joyce
- The 37th Mandala par Marc Laidlaw
- Le Sortilège de Babylone (Servant of the Bones) par Anne Rice
- La Ligne verte (The Green Mile) par Stephen King
- Compagnon de nuit (The Pillow Friend) par Lisa Tuttle
- Stainless par Todd Grimson

#### 1999
Sac d'os (Bag of Bones) par Stephen King
- Flanders par Patricia Anthony
- La Fée des Dents (The Tooth Fairy) par Graham Joyce
- Galilée (Galilee) par Clive Barker
- Darker Angels par S. P. Somtow
- Homebody par Orson Scott Card
- Irrational Fears par William Browning Spencer
- Faces Under Water par Tanith Lee
- Le Jugement des larmes (Judgment of Tears: Anno Dracula 1959) par Kim Newman
- Cœur de brume (Fog Heart) par Thomas Tessier
- Santa Steps Out par Robert Devereaux

### Années 2010
| Sommaire : | - Haut - 2017 - 2018 - 2019 |

#### 2017
L'Homme-feu (The Fireman) par Joe Hill
- Lovecraft Country (Lovecraft Country) par Matt Ruff
- The Family Plot par Cherie Priest
- Certain Dark Things par Silvia Moreno-Garcia
- Hex (Hex) par Thomas Olde Heuvelt
- Disappearance at Devil’s Rock par Paul G. Tremblay
- Fellside (Fellside) par M. R. Carey
- The Fisherman (The Fisherman) par John Langan (en)
- Galeux (Mongrels) par Stephen Graham Jones
- The Brotherhood of the Wheel par R. S. Belcher
- Good Girls par Glen Hirshberg

#### 2018
Le Changelin (The Changeling) par Victor LaValle
- Food of the Gods par Cassandra Khaw (en)
- Mormama par Kit Reed
- Mon amie Adèle (Behind Her Eyes) par Sarah Pinborough
- Red Snow par Ian R. MacLeod
- The Night Ocean par Paul LaFarge (en)
- Ubo par Steve Rasnic Tem
- Universal Harvester par John Darnielle (en)
- After the End of the World par Jonathan L. Howard (en)
- Une douce lueur de malveillance (Ill Will) par Dan Chaon
- The Dark Net par Benjamin Percy
- Fever Dream par Samanta Schweblin
- Under a Watchful Eye par Adam Nevill
- The Grip of It par Jac Jemc

#### 2019
La Cabane aux confins du monde (The Cabin at the End of the World) par Paul Tremblay
- L'Outsider (The Outsider) par Stephen King
- Si je mens, tu vas en enfer (Cross Her Heart) par Sarah Pinborough
- In the Night Wood par Dale Bailey
- Hurlements (The Hunger) par Alma Katsu (en)
- Tide of Stone par Kaaron Warren (en)
- Coyote Songs par Gabino Iglesias
- We Sold Our Souls par Grady Hendrix (en)
- The Listener par Robert McCammon
- Unlanguage par Michael Cisco (en)
- Riddance par Shelley Jackson (en)
- The Immaculate Void par Brian Hodge (en)
- Providence par Caroline Kepnes (en)
- Le Livre des choses cachées (The Book of Hidden Things) par Francesco Dimitri

### Années 2020
| Sommaire : | - Haut - 2020 - 2021 - 2022 - 2023 - 2024 - 2025 |

#### 2020
Léopard noir, loup rouge (Black Leopard, Red Wolf) par Marlon James
- The Twisted Ones par T. Kingfisher
- L'Institut (The Institute) par Stephen King
- Curious Toys par Elizabeth Hand
- The Toll par Cherie Priest
- Anno Dracula 1999: Daikaiju par Kim Newman
- The Grand Dark par Richard Kadrey
- Prisoner of Midnight par Barbara Hambly
- The Pursuit of William Abbey par Claire North
- L'Ami imaginaire (Imaginary Friend) par Stephen Chbosky
- My Heart Struck Sorrow par John Hornor Jacobs (en)
- A Sick Gray Laugh par Nicole Cushing
- The Invited par Jennifer McMahon (en)
- Les Lois du ciel (The Laws of the Skies) par Grégoire Courtois

#### 2021
Mexican Gothic (Mexican Gothic) par Silvia Moreno-Garcia
- Un bon indien est un indien mort (The Only Good Indians) par Stephen Graham Jones
- Beowulf par Maria Dahvana Headley
- The Hollow Places par T. Kingfisher
- The Southern Book Club’s Guide to Slaying Vampires par Grady Hendrix (en)
- Le Chant des survivants (Survivor Song) par Paul Tremblay
- Dévolution (Devolution) par Max Brooks
- The Deep par Alma Katsu (en)
- Plain Bad Heroines par Emily M. Danforth
- The Hole par Hiroko Oyamada
- Catherine House par Elisabeth Thomas
- Empire of Wild par Cherie Dimaline
- Sisters par Daisy Johnson (en)

#### 2022
Mon cœur est une tronçonneuse (My Heart Is a Chainsaw) par Stephen Graham Jones
- Sorrowland (Sorrowland) par Rivers Solomon
- The Book of Accidents par Chuck Wendig
- The Final Girl Support Group par Grady Hendrix (en)
- The Death of Jane Lawrence par Caitlin Starling
- A Broken Darkness par Premee Mohamed (en)
- Revelator par Daryl Gregory
- Après (Later) par Stephen King
- Billy Summers (Billy Summers) par Stephen King
- Moon Lake par Joe R. Lansdale
- Good Neighbors par Sarah Langan (en)
- The Bridge par J. S. Breukelaar
- Getaway par Zoje Stage (en)

#### 2023
What Moves the Dead par T. Kingfisher
- The Pallbearers Club par Paul Tremblay
- Just Like Home par Sarah Gailey (en)
- The Devil Takes You Home par Gabino Iglesias
- No Gods for Drowning par Hailey Piper
- The Fervor par Alma Katsu (en)
- Sundial (Sundial) par Catriona Ward (en)
- Echo par Thomas Olde Heuvelt
- Road of Bones par Christopher Golden
- Saturnalia par Stephanie Feldman
- La Dernière Mission de Gwendy (Gwendy’s Final Task) par Stephen King et Richard Chizmar

#### 2024
A House with Good Bones par T. Kingfisher
- Silver Nitrate par Silvia Moreno-Garcia
- Starling House (Starling House) par Alix E. Harrow
- The Reformatory par Tananarive Due
- N'aie pas peur du faucheur (Don’t Fear the Reaper) par Stephen Graham Jones
- Les Esseulées (Lone Women) par Victor LaValle
- How to Sell a Haunted House par Grady Hendrix (en)
- Vampires of El Norte par Isabel Cañas
- La Colline hantée (A Haunting on the Hill) par Elizabeth Hand
- Black River Orchard par Chuck Wendig
- Mothtown par Caroline Hardaker (en)

#### 2025
Bury Your Gays par Chuck Tingle
- L'Ange d'Indian Lake (The Angel of Indian Lake) par Stephen Graham Jones
- Model Home (Model Home) par Rivers Solomon
- Horror Movie par Paul Tremblay
- House of Bone and Rain par Gabino Iglesias
- Cuckoo par Gretchen Felker-Martin
- Forgotten Sisters par Cynthia Pelayo
- The Wilding par Ian McDonald
- Incidents Around the House par Josh Malerman (en)
- The Underhistory par Kaaron Warren (en)
- Small Town Horror par Ronald Malfi (en)
- Remedy par J. S. Breukelaar
- How to Make a Horror Movie and Survive par Craig DiLouie
- Dark Bloom par Molly Macabre